# Boston (band)
 For alternative betydninger, se Boston (flertydig). (Se også artikler, som begynder med Boston)
Boston er et amerikansk rockband der har taget navn efter byen Boston. De er bl.a. kendt for numre som "More Than a Feeling", "Peace of Mind", "Foreplay/Long Time", "Don't Look Back" og "Amanda".
Boston udgav deres debutalbum Boston i 1976. Albummet blev en gigantisk succes med ca. 17 mio. solgte eksemplarer og blev det på den tid mest solgte debutalbum.
Opfølgeren Don't Look Back blev udsendt i 1978 og solgte ca. 7 millioner eksemplarer. Titelsangen blev et top 5 hit, og to andre singler opnåede top-50 placeringer i USA.
Efter udgivelsen af Don't Look Back i 1978 blev bandets medlemmer involveret i forskellige projekter. Pladeselskabet CBS indledte en langvarig retssag mod bandet med påstand om, at bandet havde misligholdt pladekontrakten.
Der gik herefter otte år før bandet udgav det tredje album Third Stage, der blev nr. 1 i USA tillige med singlen "Amanda", der var hentet fra albummet.
Boston har siden skiftet en del medlemmer og har udgivet yderligere en række album.

## Bandmedlemmer
Boston blev stiftet helt tilbage i 1970, hvor leadguitaristen, keyboardspilleren, produceren og komponisten Tom Scholz lidt tilfældigt mødte sangeren Brad Delp. De skrev sammen en kontrakt med Epic Records, men der gik flere år, inden de udsendte noget, og der kom en lang række bandmedlemmer til siden.

## Brad Delps selvmord
Bostons forsanger, Brad Delp, begik selvmord den 9. marts 2007. Det skete i hans hjem i byen Atkinsom i New Hampshire. Han døde af kulilte forgiftning, da han havde tændt to griller i sit badeværelse. Delp blev fundet af sin forlovede. Efter sigende var Delp i gang med at forberede en solo-turné.

## Diskografi
- Boston, 1976
- Don't Look Back, 1978
- Third Stage, 1986
- Walk On, 1994
- Corporate America, 2002
- Life, Love & Hope, 2013

## External links
- Official site

| Musikgruppe | Spire Denne artikel om en amerikansk musikgruppe er en spire som bør udbygges. Du er velkommen til at hjælpe Wikipedia ved at udvide den. |